# San Raymundo
San Raymundo (en honor a su santo patrono Raimundo de Peñafort, O.P.) es un municipio del departamento de Guatemala, ubicado en el área central de la República de Guatemala. Actualmente el municipio se ubica dentro de las 20 ciudades más importantes de Guatemala.
La mayor parte de sus habitantes son indígenas kakchiqueles con una minoría de ladinos. Es conocido por su agricultura, ganadería y manufactura de pirotécnicos. La localidad es también un recinto de fábricas por su cercanía a la Ciudad de Guatemala.
Después de la Independencia de Centroamérica en 1821, San Raymundo fue integrado como parte del circuito de San Juan Sacatepéquez para la administración de justicia por medio del sistema de juicios de jurados en el distrito N.º8 (Sacatepéquez) en el Estado de Guatemala en 1825.

## Toponimia
Muchos de los nombres de los municipios y poblados de Guatemala constan de dos partes: el nombre del santo católico que se venera el día en que fueron fundados y una descripción con raíz náhuatl; esto se debe a que las tropas que invadieron la región en la década de 1520 al mando de Pedro de Alvarado estaban compuestas por soldados españoles y por indígenas tlaxcaltecas y cholultecas.  En algunos casos, los poblados solamente conservan el nombre del santo, como en el caso de San Raymundo, cuyo santo patrono es Raimundo de Peñafort, O.P..

## División política
| División                                       | Listado |
| ---------------------------------------------- | --- |
| Aldeas                                         | La Ciénaga, Concepción El Ciprés, Llano de la Virgen, Pamocá, El Ciprés, Carrizal, Vuelta Grande, La Estancia de la Virgen, La Estancia Grande, El Zarzal. |
| Caseríos y Colonias cabecera municipal         | Caserío La Comunidad, Caserío Río Frío, Caserío Los Borores, Loficación La Cieba, Colonia Nueva Jerusalem, Colonia Los Cafetales, Colonia Linda Vista, Colonia El Mirador, Colonia La Kiwi, Cantón La Cruz. Granjas El Eden, Finca La Luz, Finca Los Martines. |
| Sectores y Caserios Aldea La Ciénaga           | Caserío Labor Vieja, Caserío Los Tinti, Finca , Colonia Forest Hill, Colonia El Bambú, Lotificación Monte Sinai I y II y Bosques De San Rafael. |
| Sectores y Caseríos Aldea Concepción El Ciprés | Sector Los Boch, Sector Centro, Sector La Arenera. |
| Sectores y Caserios Aldea LLano De La Virgen   | La cumbre, centro |
| Sectores, Caserios y Colonias Aldea Pamocá     | Sectores: Los Ortiz, Los Coc, Las Escobas, Centro, Los Marquéz. Caserío Los Sequenes. Lotificaciones: La Joya, Pamocá Los Coc, El Edén 2. |
| Sectores y Caserios Aldea El Ciprés            | Sector El Ciprecito, Sector Centro, Caserío Cerro Granadilla, Caserío Los Estrada, Caserío Las Parcelas. |
| Sectores y Caserios Aldea El Carrizal          | Sector la Joya, Sector Centro, Caserío San Martineros, Caserío Los Limones, Caserío Las Joyas, Caserío Joloncot. |
| Sectores y Caserios Aldea Estancia Vieja       | Sector Centro, Sector 2, La Barranca. |
| Sectores y Caserios Aldea Vuelta Grande        | Sector Los Velázquez, Sector Centro, Sector Los Ayapanes. |
| Caseríos Aldea La Estancia de la Virgen        | La Cumbre, Los Nijes, Los Tezenes, Los Topes, Los Velázquez, Los Juárez, Los Borrallos, La Puertona, Los Ajvixes |
| Caseríos Aldea El Zarzal                       | El Tablón, El Tamarindo y Qhichumil |

### Cabecera Municipal Datos Generales
Celebra su feria titular a nivel de municipio el 23 de enero, en honor a San Raimundo de Peñafort. 
Accesos y Salidas: Desde y hacia Guatemala: Ruta de San Juan Sacatepéquez, ingresando por Aldea Pachalí de San Juan Sacatepéquez; Camino hacia Aldea Sajcavillá de San Juan Sac. por la Aldea El Ciprés. Ruta a Ciudad Quetzal, pasando por Aldea La Ciénaga. Ruta hacia Chinautla y zona 6 de Guatemala, pasando por El Carrizal, Ciprés y Avenida el Carrizal. Desde otros lugares: Cerro Alto y Sacsuy por el Camino Llano de la Virgen; Caserios de Cerro Alto Los Curup y Los Chajones por Camino a Aldea Pamocá; Existe un camino por las canoas que comunica el Milagro con el Cerro Granadilla; Las Verapaces  por carretera a Chuarrancho pasando por el camino hacia Aldea El Carrizal; El Quiche, pasando por Pachalúm, Montufar, Pachili. 
Cuenta con una Escuela Urbana Mixta, una escuela preescolar, un Instituto Nacional de Educación Básica, Una Escuela de Comercio, Una Escuela de Formación Secretarial, Un Instituto de Ciencias Múltiples. También tiene 5 Colegios Privados: Belén, Liceo Centroamericano, Arco Iris, El Jardín, Cornerstone International School, Cristo Viene. 
Tiene un Edificio Municipal, Una Iglesia Católica, un Mercado Municipal, Un Campo de Futbol Municipal, Sede del Renap y Organismo Judicial, Supervisión Educativa, 4 instituciones Financieras y 1 cooperativa de ahorros, 8 iglesias evangélicas grandes y varias de congregaciones pequeñas y otras religiones. Se cuenta con locales de comercios y franquicias nacionales de comida rápida, farmacias, pasteles, despensas, distribuidoras, etc. También Hay una subestación de la PNC, una Estación de Bomberos Voluntarios.

### Aldea La Estancia de la Virgen
La Estancia de la Virgen celebra su feria titular el 7 de octubre, en honor a la Virgen del Rosario. 
El acceso a la aldea es el siguiente: se toma la ruta de San Juan Sacatepéquez hacia el Chol, se toma el desvío en el Caserío Santa Rosa hacia la derecha aproximadamente 5 km. también se puede acceder tomando la ruta de Ciudad Quetzal a San Raimundo, luego se sigue hacia Vuelta Grande y se toma el desvío hacia la izquierda aproximadamente 5 km. 
La aldea cuenta con dos escuelas de educación primaria en el centro de La Comunidad y en La Cumbre y con un Instituto por Cooperativa de Educación Básica.

## Geografía física

### Clima
La cabecera municipal de San Raymundo tiene clima templado (Clasificación de Köppen: Csb).
| Parámetros climáticos promedio de San Raymundo | Parámetros climáticos promedio de San Raymundo | Parámetros climáticos promedio de San Raymundo | Parámetros climáticos promedio de San Raymundo | Parámetros climáticos promedio de San Raymundo | Parámetros climáticos promedio de San Raymundo | Parámetros climáticos promedio de San Raymundo | Parámetros climáticos promedio de San Raymundo | Parámetros climáticos promedio de San Raymundo | Parámetros climáticos promedio de San Raymundo | Parámetros climáticos promedio de San Raymundo | Parámetros climáticos promedio de San Raymundo | Parámetros climáticos promedio de San Raymundo | Parámetros climáticos promedio de San Raymundo |
| Mes                                            | Ene.                                           | Feb.                                           | Mar.                                           | Abr.                                           | May.                                           | Jun.                                           | Jul.                                           | Ago.                                           | Sep.                                           | Oct.                                           | Nov.                                           | Dic.                                           | Anual                                          |
| ---------------------------------------------- | ---------------------------------------------- | ---------------------------------------------- | ---------------------------------------------- | ---------------------------------------------- | ---------------------------------------------- | ---------------------------------------------- | ---------------------------------------------- | ---------------------------------------------- | ---------------------------------------------- | ---------------------------------------------- | ---------------------------------------------- | ---------------------------------------------- | ---------------------------------------------- |
| Temp. máx. media (°C)                          | 22.8                                           | 23.9                                           | 25.3                                           | 25.8                                           | 25.5                                           | 24.1                                           | 24.0                                           | 24.2                                           | 23.7                                           | 23.1                                           | 22.9                                           | 22.8                                           | 24                                             |
| Temp. media (°C)                               | 17.0                                           | 17.6                                           | 18.7                                           | 19.6                                           | 19.8                                           | 19.5                                           | 19.3                                           | 19.2                                           | 19.0                                           | 18.5                                           | 17.7                                           | 17.1                                           | 18.6                                           |
| Temp. mín. media (°C)                          | 11.2                                           | 11.3                                           | 12.2                                           | 13.5                                           | 14.2                                           | 15.0                                           | 14.6                                           | 14.3                                           | 14.3                                           | 13.9                                           | 12.6                                           | 11.4                                           | 13.2                                           |
| Precipitación total (mm)                       | 3                                              | 2                                              | 4                                              | 30                                             | 113                                            | 225                                            | 187                                            | 173                                            | 209                                            | 124                                            | 22                                             | 7                                              | 1099                                           |
| Fuente: Climate-Data.org                       |                                                |                                                |                                                |                                                |                                                |                                                |                                                |                                                |                                                |                                                |                                                |                                                |                                                |

### Geografía física
Sus colindancias son:
- Norte: El Chol, municipio del departamento de Baja Verapaz
- Sur: San Juan Sacatepéquez, San Pedro Sacatepéquez y Mixco, municipios del departamento de Guatemala
- Este: Chuarrancho y Chinautla, municipios del departamento de Guatemala
- Sureste: Chinautla
- Oeste y suroeste: San Juan Sacatepéquez, municipio del departamento de Guatemala[4]

|                                 | Norte: El Chol                                          |                               |
| Oeste: San Juan Sacatepéquez    |                                                         | Este: Chuarrancho y Chinautla |
| Suroeste: San Juan Sacatepéquez | Sur: San Juan Sacatepéquez San Pedro Sacatepéquez Mixco | Sureste: Chinautla            |

## Gobierno municipal
Los municipios se encuentran regulados en diversas leyes de la República, que establecen su forma de organización, lo relativo a la conformación de sus órganos administrativos y los tributos destinados para los mismos.  Aunque se trata de entidades autónomas, se encuentran sujetos a la legislación nacional y las principales leyes que los rigen desde 1985 son:
| N.º | Ley                                                | Descripción |
| --- | -------------------------------------------------- | --- |
| 1   | Constitución Política de la República de Guatemala | Tiene una regulación legal específica para los municipios en los artículos 253 al 262. |
| 2   | Ley Electoral y de Partidos Políticos              | Ley de carácter constitucional aplicable a los municipios en el tema de la conformación de sus autoridades electas. |
| 3   | Código Municipal                                   | Decreto 12-2002 del Congreso de la República de Guatemala. Tiene la categoría de ley ordinaria y contiene preceptos generales aplicables a todos los municipios, e inclusive contiene legislación referente a la creación de los municipios.             |
| 4   | Ley de Servicio Municipal                          | Decreto 1-87 del Congreso de la República de Guatemala. Regula las relaciones entra la municipalidad y los servidores públicos en materia laboral. Tiene su base constitucional en el artículo 262 de la constitución que ordena la emisión de la misma. |
| 5   | Ley General de Descentralización                   | Decreto 14-2002 del Congreso de la República de Guatemala. Regula el deber constitucional del Estado, y por ende del municipio, de promover y aplicar la descentralización y desconcentración económica y administrativa.                                |

El gobierno de los municipios está a cargo de un Concejo Municipal mientras que el código municipal —ley ordinaria que contiene disposiciones que se aplican a todos los municipios— establece que «el concejo municipal es el órgano colegiado superior de deliberación y de decisión de los asuntos municipales […] y tiene su sede en la circunscripción de la cabecera municipal»; el artículo 33 del mencionado código establece que «[le] corresponde con exclusividad al concejo municipal el ejercicio del gobierno del municipio».
El concejo municipal se integra con el alcalde, los síndicos y concejales, electos directamente por sufragio universal y secreto para un período de cuatro años, pudiendo ser reelectos.
Existen también las Alcaldías Auxiliares, los Comités Comunitarios de Desarrollo (COCODE), el Comité Municipal del Desarrollo (COMUDE), las asociaciones culturales y las comisiones de trabajo. Los alcaldes auxiliares son elegidos por las comunidades de acuerdo a sus principios y tradiciones, y se reúnen con el alcalde municipal el primer domingo de cada mes, mientras que los Comités Comunitarios de Desarrollo y el Comité Municipal de Desarrollo organizan y facilitan la participación de las comunidades priorizando necesidades y problemas.

## Historia

### Tras la Independencia de Centroamérica
La constitución del Estado de Guatemala dividió al territorio del Estado en once distritos para la administración de justicia por medio del sistema de juicios de jurados el 11 de octubre de 1825; la constitución indica que el poblado de «San Raymundo» era parte del Circuito de San Juan en el Distrito N.°8 (Sacatepéquez), junto con San Juan Sacatepéquez, Sumpango, Shenacó, San Pedro Sacatepéquez,y «las labores de estas municipalidades, que expresamente no estén agregadas a otro circuito».

## Economía
- Productos agrícolas: maíz, frijol, tomate, maicillo, pepino, chile jalapeño, ayotes, güisquil, chile pimiento, café, limón, naranja. (productos cosechados para comercializar).
- Productos ganaderos: carne y productos lácteos
- Productos Avícolas: Carne y Huevos.
- Artesanías: Comales y productos de Arcilla.
- Productos Pirotécnicos: Cohetes, Volcancitos, Rockets, Maripositas, Toritos de Luces y otros Juegos Pirotécnicos y Artificiales.

## Turismo
Los principales sitios turísticos son el río Cuxuyá y Senderismos, mientras que sus principales celebraciones son el día de la Independencia y la Feria Titular. Además se cuenta con Balnearios Privados como Granjas Enmanuel en Granjas El Edén a 3 km de la cabecera municipal y otros en Aldea LLano de Virgen. También atracciones como canopi y senderismo en CEFORLI entre Carrizal y San Martineros. Otra finca qué mezcla el ecoturismo y el agroturismo es De Lo Alto Farms, en la cual se puede aprender del proceso que conlleva producir el precioso grano del café, disfrutar una buena taza del mejor café, además de varios senderos entre un bosque nativo de Pino-Encino, áreas de camping, overlanding y senderismo en donde puedes practicar también el aviturismo y ayudar a la conservación de los bosques y ecositemas de montaña.
Se Cuenta con Pistas de Motocross en el Camino a Cerro Granadilla ingresando por Granjas El Eden. También es visitado los sitios del Siguama y el Chorrito. Por su paz y tranquilidad es recomendable visitar el parque central por la tarde y en fines de semana, y visitar la Iglesia Católica que cuenta con una gran historia. Aunque hay comercio todos los días, los días de mercado con más afluencia de personas son el día jueves, sábado y domingo.

## Ciudadanos notables

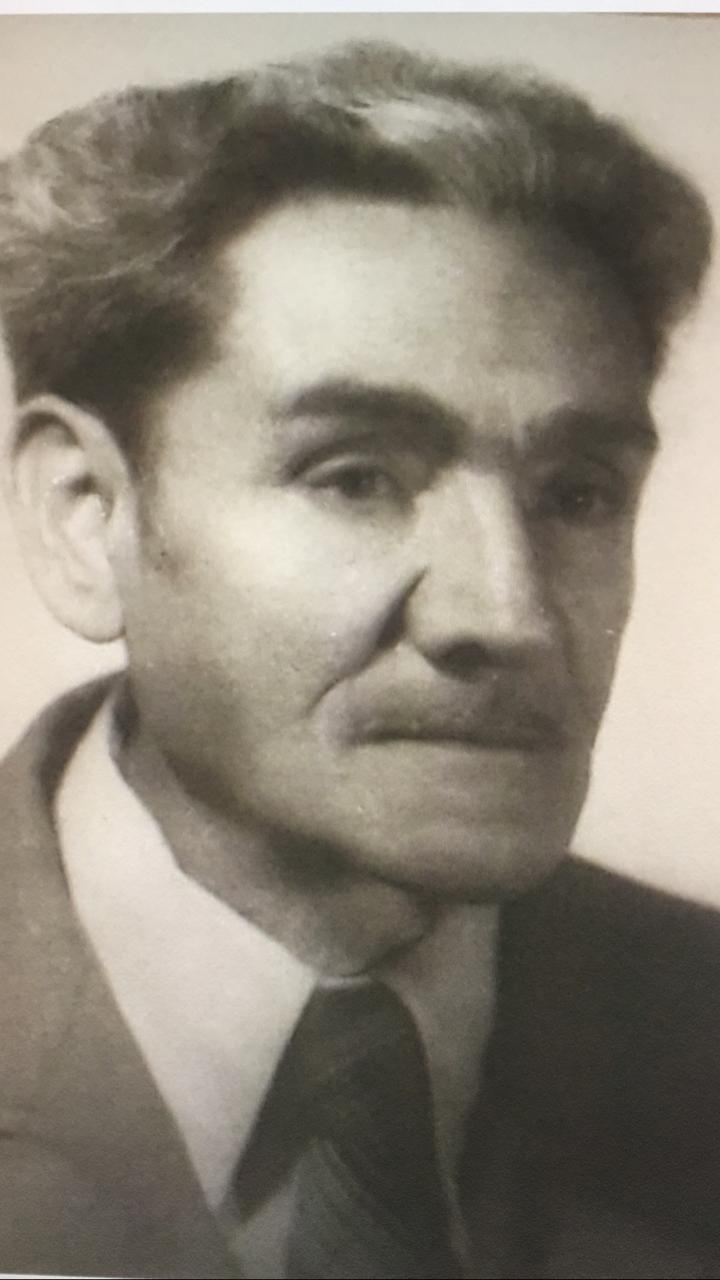
Fotografía de José (Chepito) Marquez García

### Artes plásticas

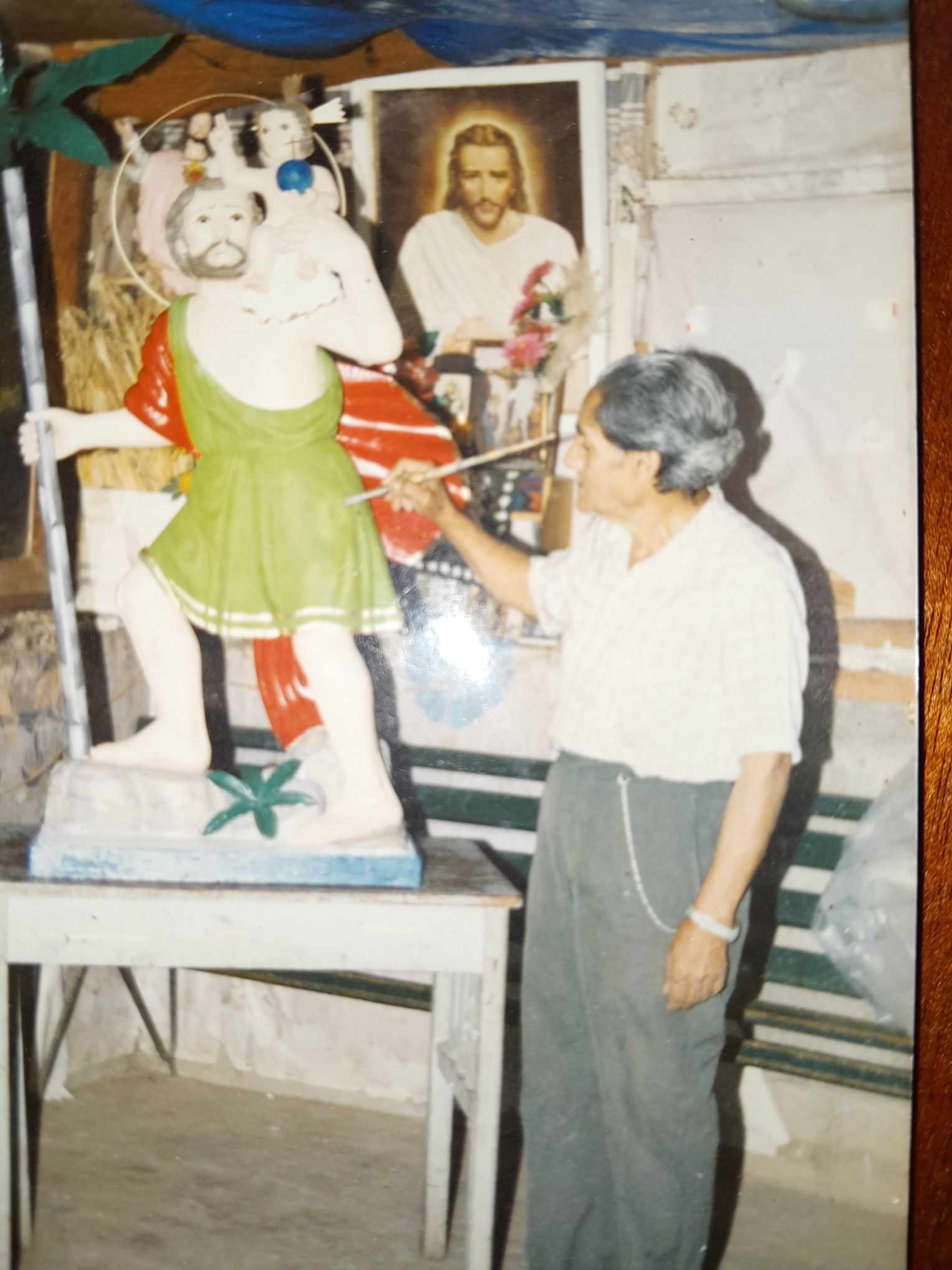

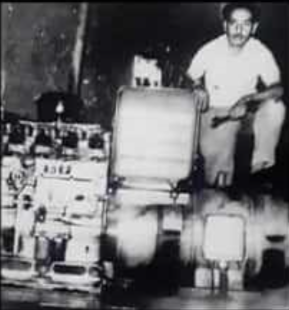
José Marquez con planta eléctrica de san Raymundo que administraba

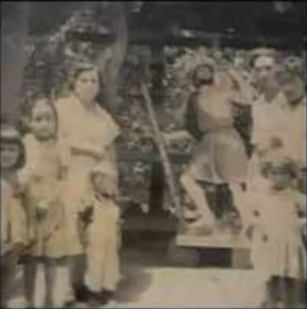
Familia de José Marquez junto a imagen de san Cristobal elaborada por él

- José Gabriel Marquez García (-1994). Escultor, pintor y relojero nacido en este municipio. La Casa de la Cultura de este municipio lleva su nombre en su honor. Fue un hombre excéntrico y en extremo creativo y versátil. Realizó actividades de diversa índole debido a su ingenio. Dirigió el primer cine de san Raymundo con una máquina de la nueva marca Thomas Alba Edison, estuvo a cargo de la planta electricá que inició a surtir electricidad en el municipio, José Marquez con planta eléctrica de san Raymundo que administraba fue esculor, ebanista, joyero y relojero. Entre las diversas y variadas esculturas que elaboró están la de Jesús Resucitado de la Iglesia de san Raymundo, la de san Cristóbal, ubicada en la Parroquia de san Cristóbal en la Colonia Roosevelt de la Ciudad de Guatemala Familia de José Marquez junto a imagen de san Cristobal elaborada por él y varias réplicas de san Raymundo que forman parte de colecciones privadas del municipio como fuera de él. José Marquez con imagen de san Raymundo elaborada por él.

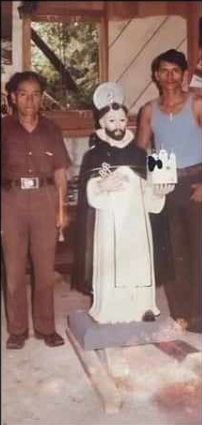
José Marquez con imagen de san Raymundo elaborada por él.

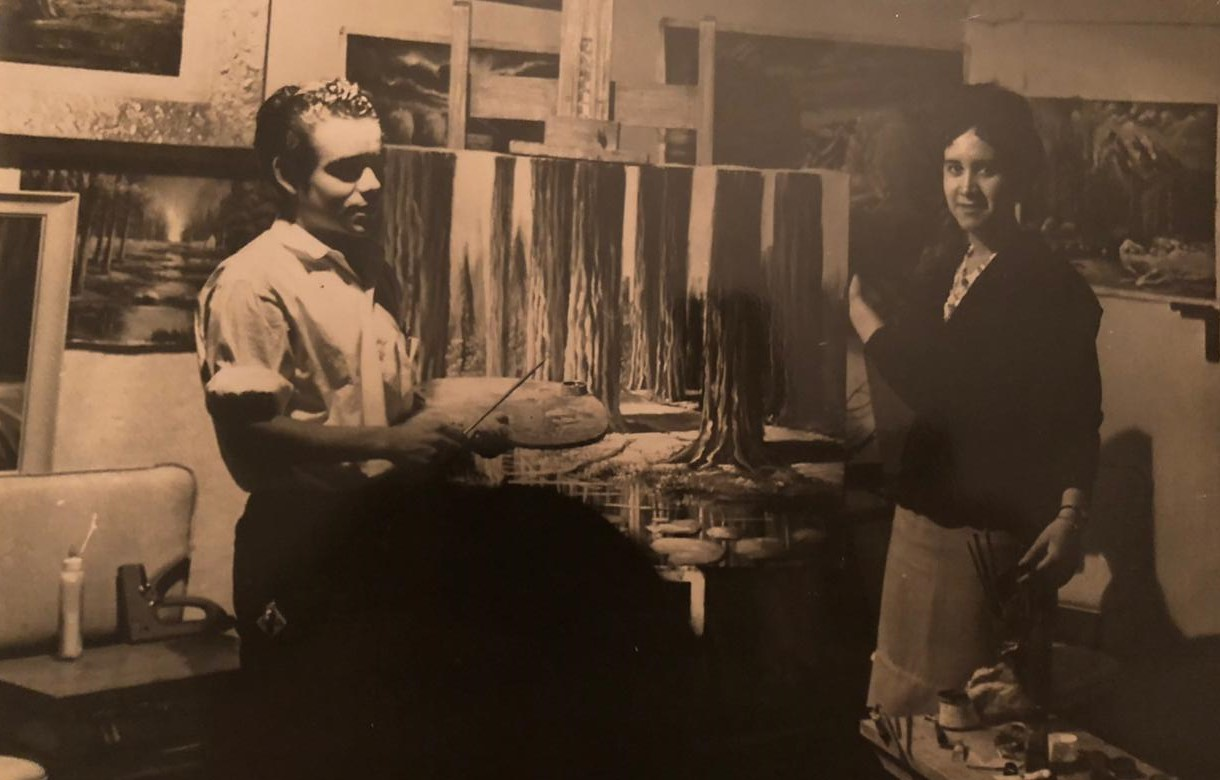
Fotografía de José Rubén Márquez Marroquín y su esposa Gilda Leticia Paz Holm de Márquez en su galería de arte.

- José Rubén Marquez Marroquín (1942-). Hijo José Gabriel Márquez García. Reconocido internacionalmente por ser dorador, escultor, pintor al óleo, entre otras artes. Entre sus obras más importantes ha estado la restauración y el dorado de todos los altares menores de la Iglesia San Miguel de Capuchinas en la Ciudad de Guatemala, el altar lateral de san Antonio de la Iglesia La Merced de la Ciudad de Guatemala, el altar menor de la Virgen del Rosario de la Iglesia de La Merced de Antigua Guatemala, el altar mayor de dicha Iglesia y recientemente el altar mayor de la Iglesia Nuestro Señor de Esquipulas de la Aldea de Don Justo, restauró los altares laterales del templo de su pueblo, San Raymundo, y su obra pictórica puede apreciarse en dicho templo tanto en los vía crucis como en las pinturas de los altares laterales. También tuvo a bien restaurar las imágenes del Jesús Nazareno Justo Juez y Jesús de las Palmas de la Iglesia Rectoral de San Miguel de Capuchinas, las dos imágenes de santo Domingo de Val del Colegio San José de los Infantes. También estuvo a cargo de la realización de los altares y restauración de pinturas e imágenes de la Iglesia de Belén de la Ciudad Capital. También, ha restaurado diversos cuadros de autores de renombre internacional (por ejemplo algunos de los cuadros de los apóstoles elaborados por Francisco Zurbarán pertenecientes a la Basílica Menor de Nuestra Señora del Rosario y templo de santo Domingo. Finalmente, ha elaborado diversas obras de tipo religioso, como la urna del señor sepultado de Amatitlán entre otros.

- Elmar Rojas (1942-2018) fue un pintor guatemalteco. Es sin lugar a duda el sanraymundense más conocido a nivel internacional. Su carrera como arquitecto se desarrolló durante varios años para luego dedicarse con más profundidad a la pintura y la escultura. Sus obras han sido expuestas en las mejores galerías de arte de América y Europa. Logró dos importantes preseas: en 1982 el premio único en la Bienal de Panamá y en 1984, el premio Cristóbal Colón, instituido por el Ayuntamiento de Madrid en conmemoración del quinto centenario del descubrimiento de América. El Señor Elmar Rojas en principio fue un funcionario público incursionando en la política de Guatemala en el Ministerio de Cultura y Deportes y posteriormente empezó a pintar utilizando técnicas artísticas destacadas, por lo que logró vender sus cuadros en Europa y participar en varias exposiciones internacionales. Sus cuadros son valorados por varios miles de quetzales guatemaltecos.

### Música
- Guillermo Rojas (1922-2001) fue un trompetista, arreglista y director de orquesta guatemalteco (Diccionario Histórico Biográfico, 2004).  Rojas fue hijo de Guillermo Rojas Corzo y Amanda Palomo. Estudió violín, piano, trompeta y armonía en el Conservatorio Nacional de Música. Con su esposa, Emérita Monzón Bolaños, procreó tres hijos. En 1946 fundó la Orquesta que lleva su nombre. Ese mismo año ingresó en la Orquesta Sinfónica Nacional como primera trompeta y solista, plaza que conservó hasta su jubilación, después de 30 años de servicio (Diccionario Histórico Biográfico, 2004).

- Federico García Marroquín, autor de la melodía “Los Cremas del Comunicaciones” y del arreglo musical del merengue cuyo autor es don Carlos Montiel, es el merengue que identifica a los sanraymundenses, también es autor de las célebres marchas "A tí venimos Señor" y "al Nazareno de mi Pueblo", acompañada de los acordes de esta última, el anda de Jesús Nazareno es levantada en el Viacrucis del Viernes Santo de San Raymundo El salón municipal lleva su nombre.
- Julio Antonio García Peláez. Descatado músico-académico sanraymundense, integrante de la Sinfónica Nacional su instrumento es la flauta, fue también Maestro en el Conservatorio Nacional. En el año 2013 fue homenajeado por parte de sus alumnos de la Orquesta Sinfónica ejecutando los Conciertos de Brandeburgo en su honor y en el año 2019 recibe el Premio “Trayectoria y Aportes de la Música” por parte del Gobierno de la República, homenaje efectuado en el Palacio Nacional de la Cultura. Actualmente en condición de retiro.
- Rafael “Truqui” Trujillo, inolvidable vocalista, compositor, percusionista y arreglista de música popular. Su melodía “Ya viene Noche Buena” ha sido grabada por varias orquestas, marimbas y grupos norteños de México y USA.
- Ademir Trujillo Pérez, (1954-2022) vocalista. Sus inicios fueron en la Marimba Orquesta “Reyna del Ritmo” de San Raymundo, para luego trepar a lo más alto con la Marimba Orquesta“Alma Tuneca” en donde realizó giras a Centro y Norteamérica. Se ha inmortalizado para los sanraymundenses por la grabación del Merengue San Raymundo de Federico García con la Tuneca.
- Carlos Montiel (1914-1987). Compositor. Sus canciones cantan a la cotidianidad, sus vivencias personales, compuso el “Son San Raymundo “ y el Merengue "San Raymundo", cuya arreglo musical lo hizo el musico Federico García, aportó el grito de guerra de las porras “San Raymundo, San Raymundo, porque yo te quiero tanto, Porque eres todo mi encanto y no te puedo olvidar”, otras composiciones suyas son “Pamocá”, “El Tacuasin”, “La siguanaba”

### Literatura
Max Araujo nació en aldea La Ciénaga en 1950. Escritor y promotor cultural, fue miembro del consejo de la revista Abrapalabra, de la Universidad Rafael Landívar, donde concluyó estudios de filosofía y Letras. Miembro de la Junta Directiva de la comunidad de Escritores de Guatemala, de 1988 a 1989. Es abogado y notario, fue viceministro de Cultura y asesor del Ministerio de Cultura y Deportes. Pieza fundamental en la organización del primer Festival del Pinol.
Sus obras: Poesía Atreviéndome a ser.
Cuentos: Cuentos, fábulas y antifábulas (1980), Puros cuentos de mi abuelo (1990) La Noche de un día duro.
Fernando Barrios Trujillo: Escritor guatemalteco nacido el 7 de septiembre de 1954. Realizó sus estudios primarios en la E.O.U.M. Salvador Reyes Soto de dicho municipio. Sus estudios de educación media, en la E.N.R.M. Pedro Molina de Chimaltenango. Como escritor, se ha proyectado como novelista. Sus novelas son románticas, de pasión, poéticas, emotivas, desafiantes, estimulantes, pero principalmente educativas y formativas. Ha escrito 4 poemarios y 34 novelas. Sus novelas más conocidas son: Un amor fugaz en Melisma; El silencio de Gema; Por favor no me llames más; Tú y los misterios de la lluvia; La princesa y el militar.

### Deporte
Luis Villavicencio: Futbolista que jugó mayor parte de su carrera la desarrollo en el Club Comunicaciones y la Selección Nacional. Hasta el momento es el único atleta sanraymundense que ha participado en dos olimpiadas, México 68 y Montreal 76. 
René Villavicencio: futbolista profesional, hermano mayor de Luis, seleccionado nacional en varias oportunidades.